# Murphysboro
Murphysboro is een plaats (city) in de Amerikaanse staat Illinois, en valt bestuurlijk gezien onder Jackson County.
In 1925 werd Murphysboro deels verwoest door de Tri-State Tornado.

## Demografie
Bij de volkstelling in 2000 werd het aantal inwoners vastgesteld op 13.295. In 2006 is het aantal inwoners door het United States Census Bureau geschat op 8241, een daling van 5054 (-38,0%).

## Geografie
Volgens het United States Census Bureau beslaat de plaats een oppervlakte van 12,5 km², geheel bestaande uit land. Murphysboro ligt op ongeveer 122 m boven zeeniveau.

## Plaatsen in de nabije omgeving
De onderstaande figuur toont nabijgelegen plaatsen in een straal van 20 km rond Murphysboro.